# SV Plüderhausen
SV Plüderhausen is een Duitse tafeltennisclub uit Plüderhausen die in 1947 voortkwam uit het in 1893 oorspronkelijk als turnvereniging opgerichte Turn Verein Plüderhausen. Haar hoogste mannenteam promoveerde in 1999 naar de hoogste klasse in Duitsland, de Bundesliga. In 2002, 2005 en 2009 won het de ETTU Cup. Hoewel het bij de laatste toernooizege de thuiswedstrijd met 1-3 verloor van Victoria Moskou, greep het in Rusland alsnog de titel door daar met 0-3 te winnen.

## Prijzenkast
- Winnaar ETTU Cup: 2002, 2005 en 2009
- Winnaar Duitse nationale beker 2008/09 (verliezend finalist in 2004/05)

## Selectiespelers
Onder meer de volgende spelers speelden minimaal één wedstrijd voor het vertegenwoordigende team van SV Plüderhausen:
| - Michael Albrecht - Bai Shi - Leung Chu Yan - Dimitrj Chumakov - Adrian Crişan - Aleksandar Karakašević - Trinko Keen - Jakub Kosowski | - Koji Matsushita - Dmitri Mazoenov - Magnus Molin - Peter Nilsson - Ferenc Pazsy - Jörgen Persson - Žolt Peto | - Uros Slatinsek - Robert Svensson - Mo Sun - Wang Tao - Stefan Tietze - Jan-Ove Waldner - Yang Jianhua |